# Vía Colectora Palestina-San Juan
La Vía Colectora Palestina-San Juan (E484) es una vía secundaria de sentido oeste-este ubicada en las Provincias de Guayas y Los Ríos. Esta se inicia en la Vía Colectora Guayaquil-El Empalme a la altura de la localidad de Palestina en la Provincia de Guayas. A partir de Palestina, la colectora se extiende en sentido oriental hasta la frontera interprovincial Guayas/Los Ríos. Una vez en la Provincia de Los Ríos, la colectora pasa por la localidad de Vinces. La vía finalmente termina al desembocar en la Troncal de la Costa (E25) cerca de la localidad de San Juan al norte de la ciudad de Babahoyo.

## Localidades destacables
De oeste a este:
- Palestina, Guayas
- Vinces, Los Ríos

- Datos: Q2294613